# Utah State Capitol

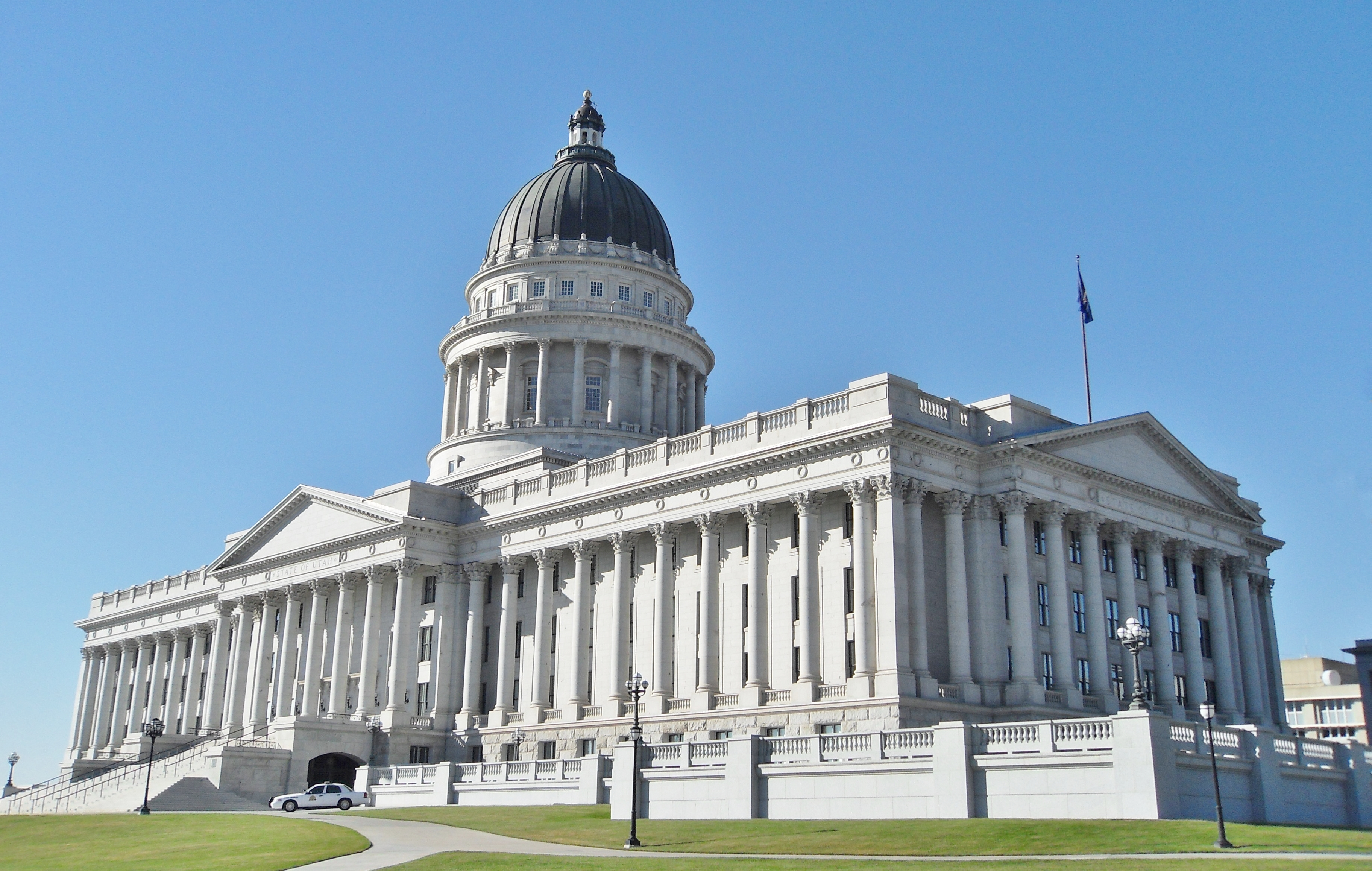
Utah State Capitol (2010)

Utah State Capitol je vládní budova státu Utah. Nachází se na Capitol Hill v hlavním městě Salt Lake City. Její výstavba probíhala od roku 1912 a dokončena byla v roce 1916. Architektem byl Richard K.A. Kletting. Uprostřed budovy je kupole o výšce 87 metrů. V letech 2006-2008 zde probíhala rozsáhlá rekonstrukce, celkové náklady na ní byly 260 000 000 dolarů.